# Alexandre Lacassagne

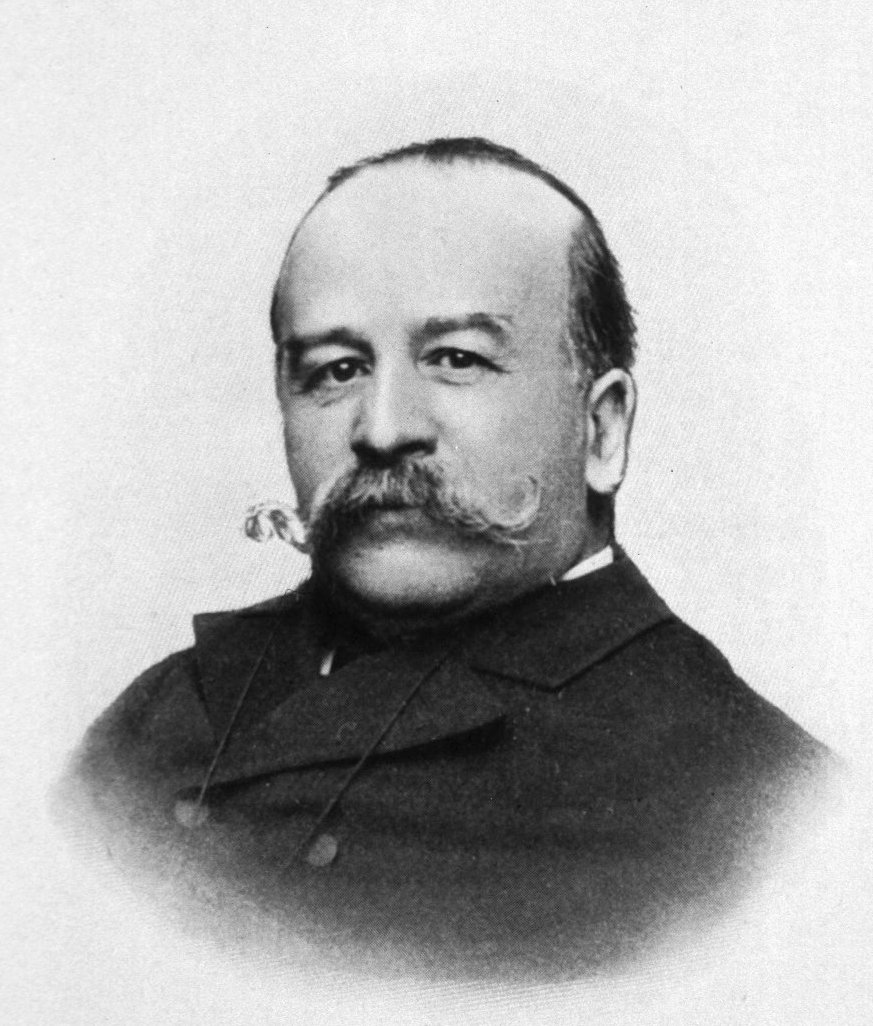
Alexandre Lacassagne

Alexandre Lacassagne (17 de agosto de 1843, 24 de septiembre de 1924) fue un médico y criminólogo originario de Cahors, Francia. Fue el fundador de la Escuela Lacassagne de Criminología, con sede en Lyon,  principal rival de la escuela italiana de criminología de Cesare Lombroso.

## Biografía
Lacassagne estudió en la Escuela Militar de Estrasburgo, y trabajó durante un tiempo en el Hospital Militar de Val-de-Grâce en París. Más adelante, tras conseguir la cátedra de medicina legal de la Universidad de Lyon, fundó la revista Archives de l'Anthropologie Criminelle. Entre sus ayudantes se encontraba el científico y criminalista francés  Edmond Locard.
Lacassagne fue el pionero en el campo de la jurisprudencia médica y uno de los fundadores de la antropología criminal. Se especializó en el campo de la toxicología, y fue uno de los primeros en estudiar los patrones de las manchas de sangre e investigar las marcas en las balas y su relación con las armas. 
El científico y criminólogo francés tenía un gran interés en la sociología y la psicología, y su relación con las conductas de los criminales. Defendía que la predisposición biológica de un individuo, así como su entorno social son factores importantes en el comportamiento criminal.
Lacassagne se hizo famoso gracias a la aplicación de estudios de sus áreas de especialización en diversos asuntos penales. Entre otros,  la "malle à Gouffé" en 1889,  el asesinato del presidente Marie Francois Sadi Carnot apuñalado en 1894 por el anarquista italiano Sante Geronimo Caserio, o, por último, el caso del asesino Joseph Vacher (1869-1898), uno de los primeros asesinos en serie de origen francés. 
Políticamente, Lacassagne apoyó la iniciativa de su amigo Léon Gambetta, un republicano, a favor de la ley del 27 de mayo 1885,  "Ley sobre el descenso de los reincidentes", que defendía el establecimiento de coloniales penales. Posteriormente, el proyecto fue rechazado por ambos:  Pierre Marie René Ernest Waldeck-Rousseau, conocido como Pierre Waldeck Rousseau, primer ministro en Francia por aquel entonces, y por Félix Martin-Feuillée, secretario del ministro de justicia durante el gobierno de Gambetta. 
También se opuso a la abolición de la pena de muerte, propuesta en 1906 por un alianza de radicales y socialistas, y, finalmente, rechazada en 1908, por considerar que algunos criminales eran irredimibles.

## La Escuela Lacassagne
Se trató de una escuela muy influyente en Francia desde 1885 hasta 1914.  En su tesis principal, en 1913, Lacassagne declaró:

"El entorno social es el caldo de cultivo de la criminalidad. El germen es el criminal, un elemento que no tiene ninguna importancia hasta el día que encuentra el caldo que le hace fermentar.
Para el fatalismo que sigue inevitablemente de la teoría antropológica, nosotros oponemos la iniciativa social. La justicia marchita, la prisión corrompe y la sociedad tiene los delincuentes que se merece".

Lacassagne fue influenciado, principalmente, por Lombroso, pero comenzó a separarse de este último  a raíz de la teoría del "criminal nato", de un "tipo criminal" y su insistencia en la herencia. Bajo la influencia del sociólogo Jean-Gabriel De Tarde,  Lacassagne puso mayor énfasis en la influencia del medio ambiente, aunque el determinismo ambiental no excluye, desde su punto de vista, las cuestiones hereditarias ni las anomalías físicas.

## Principales publicaciones
- De la Putridité morbide et de la septicémie, histoire des théories anciennes et modernes, 1872
- Précis d'hygiène privée et sociale, 1876, existe en linea
- Précis de médecine judiciaire, 1878, existe en linea
- Les Tatouages, étude anthropologique et médico-légale, 1881
- Les Actes de l'état civil : étude médico-légale de la naissance, du mariage, de la mort, 1887
- Les Habitués des prisons de Paris : étude d'anthropologie et de psychologie criminelles, 1891, existe en linea
- Les Établissements insalubres de l'arrondissement de Lyon. Comptes rendus des travaux du Conseil d'hygiène publique et de salubrité du département du Rhône, 1891
- Le Vade-mecum du médecin-expert : guide médical ou aide-mémoire de l'expert, du juge d'instruction, des officiers de police judiciaire, de l'avocat, 1892, existe en linea
- L'Assassinat du président Carnot, 1894,existe en linea
- De la Responsabilité médicale, 1898, existe en linea
- Vacher l'éventreur et les crimes sadiques, 1899, existe en linea
- Précis de médecine légale, 1906
- Peine de mort et criminalité, l'accroissement de la criminalité et l'application de la peine capitale, 1908
- La Mort de Jean-Jacques Rousseau, 1913
- La Verte Vieillesse, 1920